# William Downey
Pour les articles homonymes, voir Downey (homonymie).
William Downey, né à South Shields le 14 juillet 1829 et mort à Kensington, un quartier de Londres, le 7 juillet 1915) est un photographe portraitiste britannique. 

## Biographie
William Downey (14 juillet 1829 à South Shields - 7 juillet 1915 à Kensington), connu comme le photographe de la Reine, est né à King Street à South Shields, dix ans avant que la photographie commerciale ne devienne une réalité. William est d'abord charpentier et constructeur de bateaux, mais vers 1855, il ouvre un studio à South Shields avec son frère Daniel Downey (1831 - 15 juillet 1881), puis ouvre des succursales à Blyth, Morpeth et Newcastle. Leur première commande royale fut de fournir des photographies à la reine Victoria du désastre de la mine de charbon de Hartley en janvier 1862.
En 1863, ils ouvrent un studio au 9, Eldon Square à Newcastle upon Tyne, dans un bâtiment qui a été démoli en 1973. La même année, William installe un studio dans les Chambres du Parlement et réalise des portraits de tous les parlementaires de l'époque. L'emplacement des images qui en résultent est inconnu à ce jour.
En 1872, William s'installe au 57 & 61 Ebury Street à Londres et ouvre un autre studio, son frère gérant la succursale de Newcastle. Le studio londonien bénéficie du patronage de la reine Victoria et du prince de Galles, et prend des photos à Balmoral et à Frogmore dans les années 1860. La première image royale du studio est celle de la princesse de Galles au York Agricultural Show en 1865. Le studio a également réalisé la carte de visite emblématique de la princesse de Galles faisant du covoiturage avec la princesse Louise. Le studio a reçu un mandat royal en 1879.
Downey utilise le procédé au charbon de Joseph Swan pour ses meilleurs travaux. Dans les années 1880, Mawson, Swan & Morgan, de Newcastle, était le plus grand fabricant mondial de plaques sèches photographiques, dont la commodité a fait de la photographie une réalité commerciale. George Eastman y a passé quelque temps dans les années 1880 et a ensuite inventé la Box Brownie et le film en rouleau, mettant fin au monopole des studios sur les images permanentes.
Le fils de William Downey, William Edward Downey (1855-1908), dirigea la plupart des séances royales pendant l'ère édouardienne.
William senior est marié à Lucy, née à Speenhamland, Berkshire, en 1843, et ils ont un fils et une fille. Il rejoint la Photographic Society (qui deviendra plus tard la Royal Photographic Society) en décembre 1870. Les recensements de 1891 et 1901 montrent qu'il vivait au 10 Nevern Square, Warwick Road, Earl's Court, Kensington. La précieuse collection d'argenterie de Downey a été volée à son domicile d'Earl's Court en novembre 1914 - le cambriolage serait à l'origine de sa mort.
William Downey senior s'appelait William Fowler Downey et avait épousé Caroline Griffiths du Cheshire. Ils ont eu deux fils, William Edward et Robert Ingham (qui est mort en bas âge). Caroline est décédée en 1874 et William s'est remarié avec Lucy Lyon en 1877. Leurs enfants sont Arthur James Hope et Laura Evelyn.
Arthur, sous le nom de A.J.H. Downey, poursuit l'entreprise familiale : il réalise notamment un portrait des enfants du roi George V en 1910, année de l'avènement de leur père.
Daniel Downey épouse Elizabeth Smith Beloe et a trois enfants, un autre Robert Ingham Downey, Elizabeth et Victoria Christine. Daniel Downey meurt à Bethnal House, Bethnal Green, le 15 juillet 1881.

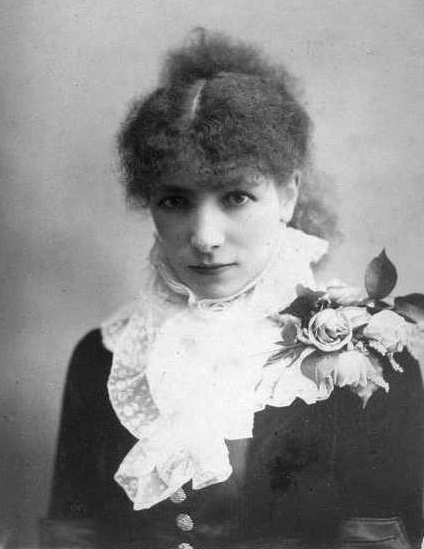
Portrait de Sarah Bernhardt.
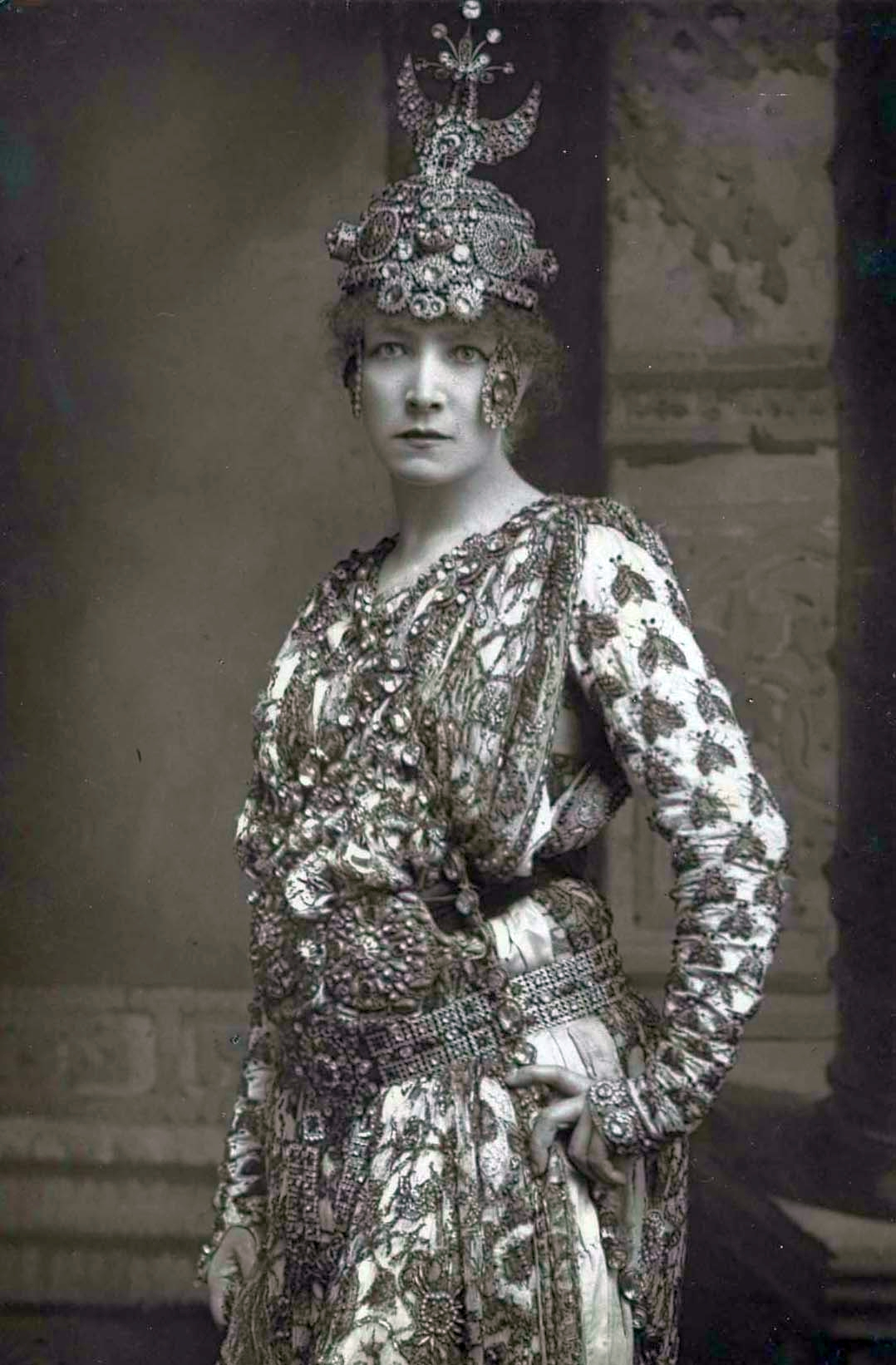
Portrait de Sarah Bernhardt en costume de scène.
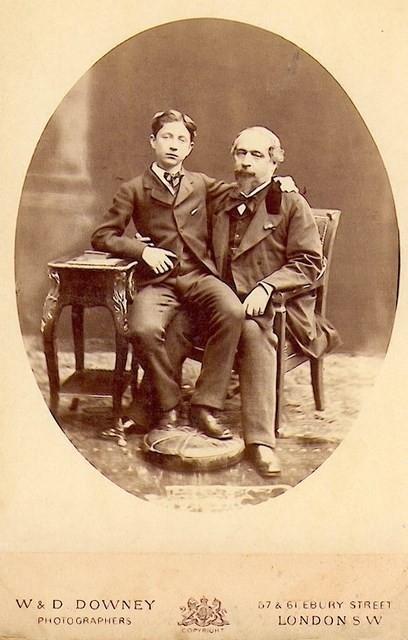
Napoléon III et le Prince impérial en exil à Londres en 1872.
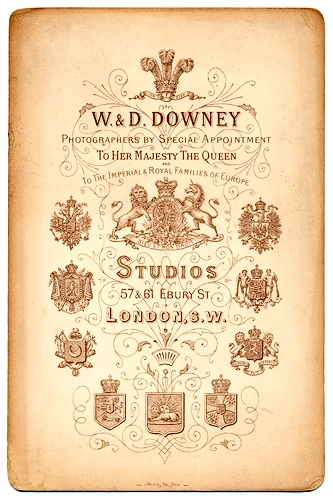
Dos des cartons des photos au format cabinet.